# Sreto Balaš
Sreto Balaš (Karanac, 4. svibnja 1953.), hrvatski akademski slikar-kostimograf. 

## Životopis
Osnovnu školu završio u Karancu i Kneževim Vinogradima, a srednju umjetničku školu u Novom Sadu. Potom se (1975.) zaposlio u Tvornici trikotaže "Sutjeska" (u to vrijeme u Branjinom Vrhu). Krajem, 1976. upisao se na Fakultet primijenjenih umjetnosti u Beogradu, Katedra za suvremeno odjevanje. Poslije diplomiranja i stjecanja zvanja akademskog slikara-kostimografa, ponovo se vraća u Baranju i "Sutjesku", u kojoj ostaje sve do 28. ožujka 2001. godine. Od jeseni 2001. godine radi kao nastavnik likovne kulture u osnovnim školama "Popovac" i "Jagodnjak". 
Za vrijeme rada u "Sutjesci" svojim kreacijama sudjelovao na brojnim modnim manifestacijama i modnim revijama u Belom Manastiru, Beogradu, Ljubljani, Osijeku i Zagrebu. Na Zagrebačkom sajmu mode "Intertekstil" 1998. godine osvojio "Kristalni svijet", prvu nagradu za kolekciju muške trikotaže. 
Crtanjem i slikanjem bavi se "otkad zna za sebe". Ozbiljan rad na tom planu počeo 1973. godine. Sudjelovao na petnaestak grupnih i dvije samostalne izložbe u Belom Manastiru, Batini i Osijeku ("Baranja u mom srcu"). Slikarske tehnike i slikarski materijali koje najviše koristi u svom radu su akvarel-boje i bajc na papiru i uljane boje na platnu. Kod slikanja uljanim bojama najviše se služi slikarskom špahtlom, a rjeđe kistovima. U mlađim danima rado crtao portrete, a na fakultetu aktove. Najomiljeniji su mu baranjski pejzaži (Kopački rit, Zeleni otok kod Batine, Puškaš). Rado crta i slika svoj Karanac i okolicu. Naslikao je i mnogo ikona s likovima svetaca, a između ostalih i fresku Sv. Stefana Štiljanovića na vanjskom zidu pravoslavnog hrama u Karancu posvećenog tom svecu. Osim rada u eksterijeru, najčešće i najradije boravi i slika u ateljeu u potkrovlju svoje rodne kuće u Karancu. (jn)